# Oameni și stele

Coperta revistei CPSF 88 în care s-a publicat povestirea „Oameni și stele”

Oameni și stele este (o povestire și) o colecție de povestiri științifico-fantastice ale scriitorului român Ion Hobana. Volumul a apărut în 1963 la Editura Tineretului. Povestirea a apărut în Colecția „Povestiri științifico-fantastice” în 1958.
Oameni și stele: din cele mai frumoase povestiri științifico-fantastice românești este o colecție de povestiri științifico-fantastice editată de Victor Zednic și apărută în 1975 la Editura Albatros (Fantastic Club). A doua colecție (din 1975) conține și povestirea omonimă a lui Ion Hobana din prima colecție (din 1963).
În povestirea „Oameni și stele”, nava spațială Albatros este deturnată din drumul său către Marte de răufăcătorul Moroianu care preia controlul cabinei de comandă. Matei trebuie să iasă din navă prin camera-ecluză pentru a pătrunde în interiorul astronavei printr-una din țevile de eșapament ale motoarelor auxiliare, totul pentru a prelua controlul Albatrosului. Scenariu asemănător povestirii „C-Chute” (1951) scrisă de Isaac Asimov, una din puținele povestiri ale sale cu extratereștri: o navă interstelară este deturnată de rasa extraterestră Kloros; Mullen  trebuie să iasă din navă prin camera-ecluză pentru a pătrunde în interiorul astronavei printr-una din țevile de eșapament ale motoarelor auxiliare, totul pentru a prelua controlul navei nenumite.

## Cuprins

### Oameni și stele (1963)
Povestirile lui Ion Hobana au teme ca explorarea submarină a planetei (secțiunea Drum deschis), efectele psiho-sociale ale călătoriilor spațiale spre alte planete (Oameni și stele) și călătoria în timp (Glasul trecutului).
- Drum deschis
  - „Drum deschis”, ficțiune scurtă de Ion Hobana
  - „Lumea "tăcerii"”, ficțiune scurtă de Ion Hobana
  - „Sub oglinzile mării”, ficțiune scurtă de Ion Hobana
- Oameni și stele
  - „Oameni și stele”, ficțiune scurtă de Ion Hobana
  - „Marele business”, ficțiune scurtă de Ion Hobana
  - „Episod cosmic”, ficțiune scurtă de Ion Hobana
  - „Cea mai bună dintre lumi”, ficțiune scurtă de Ion Hobana
- Glasul trecutului
  - „Glasul trecutului”, ficțiune scurtă de Ion Hobana. Adaptată ca o bandă desenată cu desene de Puiu Manu.[5]
  - „Întâlniri în Timp”, ficțiune scurtă de Ion Hobana

### Oameni și stele (1975)
- „Nota editorului”, eseu de Victor Zednic
- „Ochii ei albaștri”, ficțiune scurtă de George Anania și Romulus Bărbulescu
- „Moartea păsării-săgeată”, ficțiune scurtă de Horia Aramă (1966)
- „Sufletul”, ficțiune scurtă de Voicu Bugariu (1970)
- „În cerc, tot mai aproape”, ficțiune scurtă de Vladimir Colin (1972)
- „Elegie pentru ultimul Barlington”, ficțiune scurtă de Dorel Dorian (1970)
- „Roba”, ficțiune scurtă de Cecilia Dudu (1970)
- „Oameni și stele”, ficțiune scurtă de Ion Hobana (1963)
- „Ereticul cardinal Collarmin”, ficțiune scurtă de Eduard Jurist (1966)
- „Un derbedeu în cronospațiu”, ficțiune scurtă de Victor Kernbach (1967)
- „Glasul din pulberea aurie”, ficțiune scurtă de Mihnea Moisescu (1972)
- „Miraje pe Mările Sudului”, ficțiune scurtă de Leonida Neamțu (1973)
- „Figurine de ceară”, ficțiune scurtă de Mircea Opriță (1973)
- „Altarul zeilor stohastici”, ficțiune scurtă de Adrian Rogoz (1970)
- „Ipostază pentru Narcis”, ficțiune scurtă de Viorica Huber
- „Uluitoarea transmigrație”, ficțiune scurtă de Mircea Șerbănescu (1968)
- „Semnalele”, ficțiune scurtă de Ovidiu Șurianu